# قریه (یمن)
 قریه به عربی ( اَلقَریَة )، روستایی است در عزلهٔ (بنی القرض)، در ناحیهٔ (المسلون العلیا)، از توابع استان مَحویت در کشور یمن در شبه جزیره عربستان. 
جمعیت آن ۱۴۱ نفر (۶ خانوار) می‌باشد.